# Fulgurita

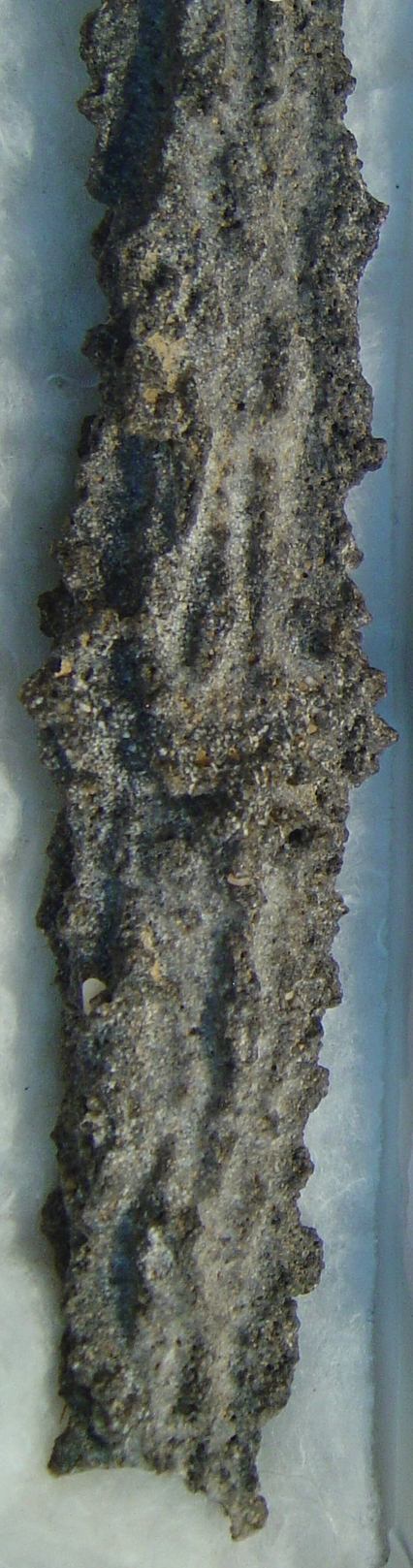
Fulgurita.

La fulgurita (del latín fulgur, 'relámpago') es una roca metamórfica en forma de tubo compuesta por lechatelierita (sílice vitrificada) que se puede encontrar en arenas o areniscas. Su formación se debe a la caída de rayos atmosféricos.

## Etimología
El nombre «fulgurita» procede del latín «fulgur», que significa «relámpago».

## Formación
La alta temperatura causada por la caída de un rayo sobre un terreno arenoso provoca la fusión de los granos de sílice, ya que puede alcanzar los 4 000 grados Celsius, hasta una profundidad de más de un metro, pero en una zona muy estrecha. La sílice queda así vitrificada en forma de tubos de rayo, de 2 a 50 mm de diámetro, a veces retorcidos o ramificados. Esas fulguritas pueden encontrarse en los desiertos de arena y en las dunas litorales.
Pueden ser de diferentes colores dependiendo de la composición de la arena, en donde se formaron, incluyendo negro, bronce, verde y blanco translúcido. El interior de la fulgurita es comúnmente liso o delineado de unas finas burbujas; el exterior está generalmente cubierto de ásperas partículas de arena. Tienen apariencia de raíz y a menudo muestran pequeños agujeros. Las fulguritas algunas veces forman conjuntos vítreos en rocas sólidas.
La formación de fulguritas es un fenómeno poco frecuente, y extraer una íntegra es complicado por causa de la fragilidad del mineral, que se quiebra fácilmente.